# Lambya
Los lambya o lambia constituyen un grupo étnico que vive en el noreste de Malaui y suroeste de Tanzania y Zambia. Su lengua, el lambya, está emparentada con el tambo y se calcula que es hablada por unas 85.000 personas.
El dialecto sukwa, que en 1992 contaba con entre 1.000 y 3.000 hablantes, se habla en el norte de Malawi y puede ser ininteligible con el lambya.